# Păuliș
Păuliș é uma comuna romena localizada no distrito de Arad, na região histórica da Transilvânia. A comuna possui uma área de 128.06 km² e sua população era de 4292 habitantes segundo o censo de 2007.